# Готови за бой
„Готови за бой“ (на английски: Ready to Rumble) е американска комедия от 2000 година на режисьора Браян Робинс, по сценарий на Стивън Брил. Във филма участват Дейвид Аркет, Оливър Плат, Скот Каан, Бил Голдбърг, Роуз Макгоуън, Даймънд Далас Пейдж, Джо Пантолиано и Мартин Ландау.